# Festa Major de la Vila Olímpica
La Festa Major de la Vila Olímpica se celebra al principi de juliol al barri de la Vila Olímpica del Poblenou, al districte de Sant Martí de Barcelona. La festa major de la Vila Olímpica té tres dies de durada, i sol agafar del divendres al diumenge més acostats al primer cap de setmana de juliol. A causa del bon temps i la proximitat de la mar, es fan molts actes a l'aire lliure, sobretot a la platja del Bogatell i al passeig Marítim. Tot i ser una festa major jove, s'hi fan tota mena d'activitats destinades a públics molt diferents. La cultura popular i tradicional hi té un pes destacat: cada any s'hi fa una cantada d'havaneres, que és una les més lluïdes de la ciutat. La Vila Olímpica fa festa major des del 1993, any en què les cases que havien acollit als atletes durant els Jocs Olímpics de l'any anterior foren habitades pels primers veïns. Així doncs, és una de les festes majors més joves de la ciutat.
Un dels actes més destacats és la cantada d'havaneres. Com a bon barri de mar, la Vila Olímpica comença la festa major amb un recital d'havaneres a la platja del Bogatell. Mentre els grups canten, es fa una sardinada popular seguida de rom cremat. L'activitat s'acaba amb un espectacle pirotècnic des de l'espigó.